# Fala poprzeczna

Poprzeczna fala płaska w ośrodku dwuwymiarowym

Poprzeczna fala kołowa rozchodząca się w ośrodku dwuwymiarowym

Fala poprzeczna – fala, w której kierunek drgań cząstek ośrodka jest prostopadły do kierunku rozchodzenia się fali. Przykładem fal poprzecznych są fale elektromagnetyczne.
Fale mechaniczne poprzeczne nie mogą rozchodzić się w objętości ośrodków płynnych, gdyż te nie przenoszą sił ścinających, natomiast mogą rozchodzić się tylko w ciałach stałych. Na tej podstawie stwierdzono, np. że jądro Ziemi jest płynne. Fale na granicy ośrodków są z natury falami poprzecznymi, choć na granicy dwóch płynów ruch cząstek może być bardziej złożony (np. fale na wodzie).
Przeciwieństwem fal poprzecznych są fale podłużne. W ciałach stałych, w których mogą rozchodzić się oba rodzaje fal, fale poprzeczne rozchodzą się wolniej.